# Malta op het Eurovisiesongfestival 1998
Malta nam deel aan het Eurovisiesongfestival 1998 in Birmingham (Verenigd Koninkrijk). Het was de elfde deelname van het land op het Eurovisiesongfestival. Public Broadcasting Services (PBS) was verantwoordelijk voor de Maltese bijdrage voor de editie van 1998.

## Selectieprocedure
Er werd gekozen om een nationale finale te organiseren en deze vond plaats op 7 februari. In totaal deden er 20 artiesten mee aan deze finale en de winnaar werd gekozen door een jury van experts.

| Volgorde | Artiest                    | Lied                       | Punten | Plaats |
| -------- | -------------------------- | -------------------------- | ------ | ------ |
| 1        | Claudette Pace & 6th Above | "Listen to our voices"     | 137    | 3de    |
| 2        | Orion                      | "Longing dawn"             | 91     | 7de    |
| 3        | Marvic Lewis               | "Voices in the night"      | 113    | 4de    |
| 4        | Tarcisio Barbara           | "How can I get over you"   | 82     | 8ste   |
| 5        | Fiona                      | "Same time tomorrow"       | 76     | 9de    |
| 6        | Miriam Christine           | "It's up to you"           | 102    | 5de    |
| 7        | Leontine                   | "Children of mother earth" | 65     | 13de   |
| 8        | Fate                       | "Listen"                   | 41     | 19de   |
| 9        | Natasha Grima              | "Nights alone"             | 53     | 16de   |
| 10       | Marisa D'amato             | "Love will be your light"  | 97     | 6de    |
| 11       | Olivia Lewis               | "You're the one"           | 59     | 15de   |
| 12       | Karen Polidano             | "Searching the seas"       | 63     | 14de   |
| 13       | Vince Bongailas            | "Unexplained"              | 28     | 20sre  |
| 14       | Ivan Spiteri Lucas         | "Playing with my heart"    | 44     | 18de   |
| 15       | Enzo Gusman                | "As far as I can see"      | 47     | 17de   |
| 16       | Catherine Vigar            | "Give love more space"     | 69     | 11de   |
| 17       | Fabrizio Faniello          | "More than just a game"    | 142    | 2de    |
| 18       | Chiara                     | "The one that I love"      | 164    | 1ste   |
| 19       | Lawrence Gray              | "New born heart"           | 76     | 9de    |
| 20       | Georgina                   | "Morning rain"             | 68     | 12de   |

## In Birmingham
In het Verenigd Koninkrijk moest Malta optreden als 10de, net na Duitsland en voor Hongarije. Op het einde van de puntentelling bleken ze op een derde plaats te zijn geëindigd met 165 punten.
Men ontving vier keer het maximum van de punten. 
Nederland en België hadden beide 8 punten over voor deze inzending.

### Gekregen punten

#### Finale
| 12 punten                                               | 10 punten | 8 punten                                               | 7 punten                       | 6 punten                           |
| ------------------------------------------------------- | --------- | ------------------------------------------------------ | ------------------------------ | ---------------------------------- |
| - Ierland - Noorwegen - Slowakije - Verenigd Koninkrijk | - Turkije | - België - Duitsland - Nederland - Polen - Zwitserland | - Hongarije - Israël - Kroatië | - Frankrijk - Griekenland - Zweden |
| 5 punten                                                | 4 punten  | 3 punten                                               | 2 punten                       | 1 punt                             |
| - Cyprus - Estland - Finland - Portugal - Spanje        |           | - Slovenië                                             |                                |                                    |

### Punten gegeven door Malta

#### Finale
Punten gegeven in de finale:
| 12 punten | Israël              |
| 10 punten | Kroatië             |
| 8 punten  | Verenigd Koninkrijk |
| 7 punten  | Nederland           |
| 6 punten  | Ierland             |
| 5 punten  | Noorwegen           |
| 4 punten  | Zweden              |
| 3 punten  | België              |
| 2 punten  | Portugal            |
| 1 punt    | Cyprus              |